# Precious Adams
Precious Adams est une danseuse de ballet américaine. Elle fait actuellement partie de la troupe du English National Ballet.

## Biographie

### Jeunesse et formation
Precious Adams naît et grandit à Canton, dans le Michigan.
Elle commence la danse à l'âge de sept ans dans un studio de danse jazz. Elle étudie le ballet classique dès l'âge de neuf ans avec Sergey Rayevskiy à l'Académie russe de ballet classique à Wixom. Precious Adams participe à trois stages d'été consécutifs avec l'American Ballet Theatre. Elle s'entraîne avec Kevin Reeder et Franco de Vita, et reçoit, à deux reprises, la bourse Catherine Zeta Jones. À onze ans, elle se forme à l'École nationale de ballet de Toronto sous la direction de Mavis Staines. Trois ans plus tard, elle est sélectionnée pour étudier à l'Académie de danse Princesse Grace de Monaco à Monte-Carlo sous la direction de Roland Vogel et Luca Masala. Puis, en 2011, elle est choisie pour participer à un  programme d'été sponsorisé par l'Académie de chorégraphie de Moscou. À Moscou, elle apprend la danse aux côtés de Natalia Igoravich Reivich et Marina Leonova.
Durant cette formation, Precious Adams est victime de discrimination raciale, elle est notamment exclue de certaines performances et empêchée de participer aux auditions,.

### Carrière
Precious Adams rejoint le ballet national anglais en 2014, en tant que danseuse professionnelle. Elle est promue première danseuse en 2017. En janvier 2018, elle remporte le concours Emerging Dancer.
En 2017, Precious Adams est invitée à participer au Kenneth MacMillan - A National Celebration au Royal Opera House, dansant le Calliope Rag dans Elite Syncopations (en). Elle danse également dans le Le Sacre du printemps de Pina Bausch, le ballet Cendrillon mis en scène par Christopher Wheeldon et dans La Sylphide.
En septembre 2018, elle annonce qu'elle ne se produirait plus sur scène avec des collants roses, mais plutôt des collants bruns assortis à sa couleur de peau,. Elle est vivement critiquée par l'industrie du ballet pour cette décision, mais soutenue par la directrice du ballet national anglais, Tamara Rojo,.
En 2020, elle danse, aux côtés d'Ingrid Silva, dans La Mort du cygne pour la collecte de fonds Swans for Relief de Misty Copeland, en réponse à l'impact de la pandémie de Covid-19 dans la communauté de la danse. L'argent récolté est destiné à aider les danseurs et compagnies de danse.
Cette même année, elle est également promue soliste junior.

## Récompenses
En 2014, Precious Adams est lauréate du Prix de Lausanne. Elle est également finaliste des Young Artist Awards et obtient la médaille d'argent.
En 2019, Precious Adams est nommée dans la liste des 100 femmes de la BBC.